# Massinissa Nezla
Massinissa Nezla (en arabe : ماسينسا نزلة, en tifinagh : ⵎⴰⵙⵉⵏⵉⵙⴰ ⵏⵣⵍⴰ) né le 12 septembre 1998 à Ouaguenoun dans la wilaya de Tizi Ouzou est un footballeur algérien jouant au poste d'avant-centre au MB Rouissat, en prêt de la JS Kabylie.

## Biographie

### Avec la JS Kabylie (depuis 2018)

#### Premier match avec la JS Kabylie
Massinissa Nezla du village de Mahvouva dans la commune de Timizart (daïra d'Ouaguenoun) en Kabylie joue son premier match, en déplacement, avec son club formateur de la JS Kabylie, le 23 novembre 2018, lors de la 15e journée du championnat d'Algérie de la saison 2018-2019, face au CA Bordj Bou Arreridj, en entrant à la 75e minute de jeu, sous la houlette de l'entraîneur français Franck Dumas.

#### Premier but avec la JS Kabylie
Il inscrit son premier but, le 17 mars 2021, avec la JSK, en déplacement, dans la Coupe de la confédération 2020-2021, à la 90e minute de jeu, face au NAPSA Stars FC de la Zambie, lors de la 2e journée de la phase de poules.

#### Blessure grave en championnat
Le 2 octobre 2022, il subit une blessure aux ligaments croisés, lors de la 6e journée du championnat d'Algérie de la saison 2022-2023, en déplacement, face au HB Chelghoum Laïd. Cette blessure le contraint à rater le reste de la saison footballistique 2022-2023, pour se faire opérer, en Algérie, par le professeur Zemmouri.
Le 7 août 2023, toujours pas rétabli de sa blessure, il se rend au centre hospitalier d'Aspetar, au Qatar, afin de subir un long programme de kinésithérapie et renforcement musculaire. Après la première intervention chirurgicale en Algérie qui a été un échec, le 28 novembre 2023, il passe sur le billard, pour une deuxième fois, à Aspetar. Cette deuxième opération le contraint à rater la totalité de la saison footballistique 2023-2024.

#### Prolongation de contrat avec la JS Kabylie
À la fin de la saison 2022-2023, en étant en fin de contrat, avec la JSK, il rempile, pour trois saisons supplémentaires.

## En équipe nationale

### Avec l'équipe d'Algérie A' (depuis 2022)

#### Premier match avec l'équipe A'
Le 29 septembre 2022, sous la houlette de l'entraîneur Madjid Bougherra, Massinissa Nezla joue son premier match, avec l'équipe d'Algérie A', en entrant à la 85e minute de jeu, au Stade Miloud-Hadefi d'Oran, face au Soudan, en amical.

## Palmarès

### En club
| JS Kabylie (1) |
| --- |
| - Ligue 1 : - Vice-champion : 2019, 2022 et 2025 - Coupe de la Ligue (1) : - Vainqueur : 2021 - Coupe de la confédération : - Finaliste : 2021 |